# Joachim Jacobi

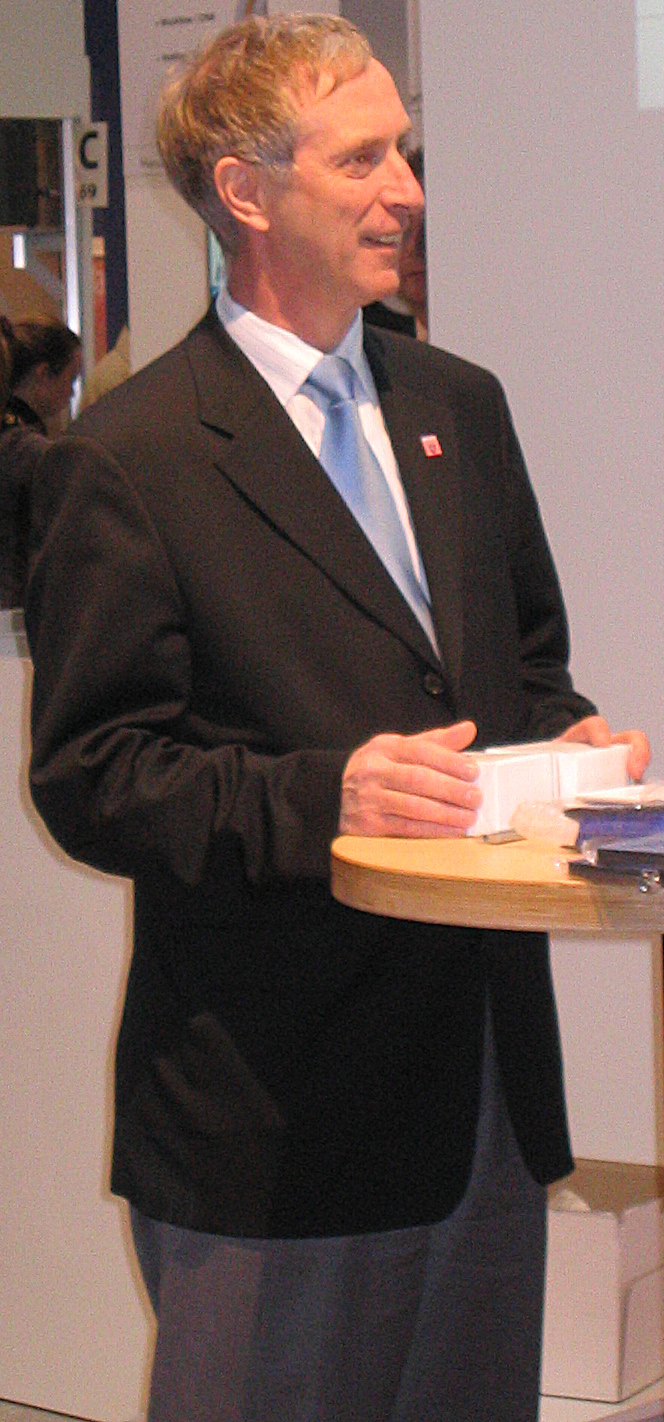
Joachim Jacobi während der CeBIT 2008

Karl-Joachim Jacobi (* 4. November 1950) ist ein deutscher Pädagoge, Politiker (CDU) und Philosoph. Von 2003 bis 2009 war  er Staatssekretär im Hessischen Kultusministerium.

## Leben
Joachim Jacobi bestand 1969 sein Abitur an der Wilhelm-Filchner-Schule in Wolfhagen. Nach dem Studium der Mathematik und der Physik an der Philipps-Universität Marburg (1969–1974) mit dem Abschluss als Diplom-Mathematiker war er zunächst Wissenschaftlicher Mitarbeiter am mathematischen Institut der Philipps-Universität in Marburg, dann Studienreferendar in Trier. Nach Lehrerstationen am Grotefend-Gymnasium in Hann. Münden und der König-Heinrich-Schule, Gymnasium in Fritzlar, wurde er dort 1984 Fachbereichsleiter, 1990 Schulleiter. Im Jahr 2000 wechselte er zunächst als Ministerialdirigent in das Hessische Kultusministerium nach Wiesbaden.
Jacobi war CDU-Stadtverordneter und langjähriger Fraktionsvorsitzender in Naumburg und Kreistagsabgeordneter im Landkreis Kassel. Außerdem hatte er viele Jahre lang Vorstandsaufgaben in der Jungen Union und der CDU auf unterschiedlichen Ebenen inne.
Von 2003 bis 2009 war Jacobi Staatssekretär im Hessischen Kultusministerium. Nach seiner Pensionierung absolvierte er ab 2010 ein Studium der Philosophie an der Fernuniversität in Hagen, das er 2013 mit dem Master abschloss. 
2018 wurde er mit dem Thema Der Polare Dualismus nach Franz von Kutschera: Eine leistungsfähige Alternative zu den traditionellen Lösungsansätzen für das Leib-Seele-Problem? promoviert. Mit ähnlichem Inhalt erschien 2020 sein zweites Buch mit dem Titel Ich bin kein Computer. 
Jacobi ist verheiratet und hat drei Kinder. Er wohnt in Naumburg (Landkreis Kassel).